# Emmagatzematge d'energia tèrmica
L' emmagatzematge d'energia tèrmica  procedent de l'energia solar dins d'un material durant un cert període, és el principi en què es basen la majoria dels sistemes de calefacció solar i fins i tot, alguns de refrigeració solar. Això s'aconsegueix escalfant un material que pot emmagatzemar calor en el seu interior fins que sigui necessari tornar-lo a l'ambient. Per a la refrigeració, per contra, es fa el procés contrari. Es treu calor a un material, és a dir es refreda , perquè pugui absorbir més calor.
La calefacció o refrigeració passiva d'un espai es basa fonamentalment en el mateix concepte, que consisteix a crear una diferència de temperatura entre el material i el seu entorn. Per això és molt important, en dissenyar un edifici, preveure zones o sectors ubicats adequadament perquè puguin emmagatzemar una quantitat suficient de calor durant el dia i mantenir-lo en una temperatura confortable durant la nit. L'estiu ha de treballar al contrari, lliurant a l'exterior suficient calor durant la nit i així poder mantenir fred l'interior durant el dia.

## Precaucions de disseny i ús
Atès que conceptualment sembla simple d'aplicar aquesta estratègia en un edifici cal ser curosos en el seu ús, ja que poden aconseguir efectes no desitjats. Per exemple: 
- Si no hi ha un adequat estudi del solejament al llarg de tot l'any a l'interior i exterior poden generar escalfaments en zones no desitjades.
- De manera semblant si no hi ha un adequat sistema de ventilació natural poden no "refredar" la massa tèrmica i sobreescalfar l'edifici.
- Cal ser curosos amb la mida de les finestra si preveure proteccions solars adequades.

## Calor específic i capacitat calorífica d'alguns materials
| Material             | Calor específica | Densitat | Capacitat calorífica |
| Material             | kcal/kg · ° C    | kg/m 3   | kcal/m 3 · ° C       |
| -------------------- | ---------------- | -------- | -------------------- |
| Aigua                | 1                | 1000     | 1000                 |
| Acer                 | 0,12             | 7850     | 950                  |
| Terra seca           | 0,44             | 1500     | 660                  |
| Granit               | 0,2              | 2645     | 529                  |
| Fusta de roure       | 0,57             | 750      | 430                  |
| Maó                  | 0,20             | 2000     | 400                  |
| Fusta de pi          | 0,6              | 640      | 384                  |
| Pedra gres           | 0,17             | 2200     | 374                  |
| Formigó              | 0,16             | 2300     | 350                  |
| Morter de guix       | 0,2              | 1440     | 288                  |
| Teixit de llana [[]] | 0,32             | 111      | 35                   |
| Poliestirè expandit  | 0,4              | 25       | 10                   |
| Poliuretà expandit   | 0,38             | 24       | 9                    |
| Fibra de vidre       | 0,19             | 15       | 2,8                  |
| Aire                 | 0,24             | 1,2      | 0,29                 |

A la taula es pot veure que dels materials comuns tenen una gran capacitat calorífica: l'aigua, murs d'aigua, la terra o sòl sec compactat (tova, tàpia), i pedres denses com el granit al costat dels metalls com l'acer. Aquests es troben entre els 500 i 1000 kcal/m³. °C.
Després es troba un altre grup que va de 300 a 500 kcal/m³. ° C entre els quals s'ubica la majoria dels materials usuals en la construcció actual, com el maó, el formigó, les fustes, els taulers de guix roca i les pedres arenoses.
En un últim grup es troba (3 a 35 kcal/m³. ° C), els aïllants tèrmics de massa com la llana de vidre, les llanes minerals, el poliestirè expandit i el poliuretà expandit que per la seva "baixa densitat" pel fet que contenen molt aire tenen una capacitat calorífica molt baixa però serveixen com aïllants tèrmics.
Un cas especial és l'aire (0,29 kcal/m³. ° C; 1,21 J/m³ · K), que serveix com un mitjà per transportar la calor en els sistemes passius però no per emmagatzemar calor en el seu interior.